# Boogaloo und Graham
Boogaloo und Graham (englischer Originaltitel: Boogaloo and Graham) ist ein britisches Kurzfilmdrama von Michael Lennox aus dem Jahr 2014.

## Handlung
Der Film spielt 1978 in Belfast. In dem Film wird das Leben von zwei jungen Brüdern, Jamesy und Malachy dargestellt. Diese sind überglücklich, als ihr sanftmütiger Vater den beiden zwei Küken schenkt. Sie bauen den jungen Hühnern einen Hühnerstall und führen sie auf der Straße spazieren. Die beiden erklären sich daraufhin zu Vegetariern und träumen, wenn sie groß sind, eine Hühnerfarm zu eröffnen. Ihre Eltern eröffnen ihnen, dass sich in der Familie bald Veränderungen ergeben werden und ihre Mutter schwanger ist und ein Geschwisterchen für Jamesy und Malachy erwartet. Als die Eltern daraufhin beschließen, die Hühner wegzugeben, sind die Kinder anfangs schockiert und erheben Vorwürfe gegen die Eltern. Als die Eltern sehen, wie sehr die Kinder an den Hühnern hängen, beschließen sie stattdessen, sich einen Hund anzulegen. Daraufhin flüchten die Kinder, werden jedoch von ihrem Vater bemerkt, der ihnen folgt. Auf der Flucht werden sie Zeugen einer Verhaftung im Rahmen des Nordirlandkonflikts. Der Vater kehrt daraufhin mit den beiden Kindern zurück nach Hause. Als sie die Hühner am nächsten Tag schlachten wollten, entdecken sie, dass eines der Hühner ein Ei gelegt hat. Dies führt bei den Eltern zur Entscheidung, die Hühner zu behalten.

## Auszeichnungen
Der Film gewann den BAFTA-Award für den Besten Kurzfilm bei den 68. British Academy Film Awards 2015. Der Film wurde auch als Bester Kurzfilm bei der Oscarverleihung 2015 nominiert.